# Crambus reducta
Crambus reducta là một loài bướm đêm trong họ Crambidae.